# هلن مایر
هلن مایر (انگلیسی: Helene Mayer; ۲۰ دسامبر ۱۹۱۰ – ۱۵ اکتبر ۱۹۵۳) شمشیرباز زن اهل آلمان بود.
از افتخارات وی میتوان به کسب مدال طلا فلوره انفرادی در بازی‌های المپیک تابستانی ۱۹۲۸ و مدال نقره فلوره انفرادی در بازی‌های المپیک تابستانی ۱۹۳۶ اشاره کرد.